# Saguache County
Saguache County je okres ve státě Colorado ve Spojených státech amerických. K roku 2000 zde žilo 5 917 obyvatel. Správním městem okresu je Saguache. Celková rozloha okresu činí 8 211 km².